# Giorgio Stoppa
Giorgio Stoppa (Livorno, 22 settembre 1912 – Nizza, 29 gennaio 1985) è stato un politico, medico e partigiano italiano.

## Biografia
Figlio di Corrado Stoppa, seguì le orme del padre laureandosi in medicina e servì come medico all'ospedale militare di Livorno. Iscritto al Partito Comunista Italiano, disertò l'esercito e si unì ai partigiani delle Colline metallifere grossetane. Qui fu l'organizzatore di una banda di antifascisti presto nota come «la formazione del dottore», che poi prese il nome di 23ª Brigata Garibaldi "Guido Boscaglia" il 16 febbraio 1944: la brigata fu molto attiva nella zona di Montieri, Travale e Gerfalco e vide la partecipazione da partigiano di un giovane Carlo Cassola. Una delle azioni più audaci guidate da Stoppa, nome da partigiano "Paolo", fu nel marzo 1944 l'irruzione a Montieri nella casa del fascio per catturare il segretario Engels Lambardi che il 20 gennaio aveva sparato sulla folla di contestatori uccidendo due passanti.
Da subito in stretto contatto con i locali Comitati di Liberazione Nazionale, Stoppa era a Livorno quando la città venne liberata il 19 luglio 1944 dalla 34ª divisione americana e, in accordo con il Governo militare alleato e il locale CLN, venne nominato primo sindaco di Livorno della liberazione. Stoppa fu però costretto a rifiutare l'incarico in quanto la sua famiglia risiedeva a Montecatini, che ancora era occupata dai tedeschi, rimanendo in carica solo formalmente per dieci giorni fino alla nomina di Furio Diaz, che formerà così la prima giunta comunale labronica.
Dal 1951 al 1956 fu presidente della Provincia di Livorno nella prima legislatura provinciale del dopoguerra.
In seguito ai fatti d'Ungheria, Stoppa lasciò il PCI per unirsi ai socialisti. Ricoprì inoltre per molti anni la carica di presidente dell'Ordine dei medici della Provincia di Livorno.